# Mount Humphreys (Kalifornien)
Der Mount Humphreys ist ein 4265 m hoher Berg in der Sierra Nevada im Bundesstaat Kalifornien der Vereinigten Staaten. Er liegt auf der Grenze von Inyo County und Fresno County in der John Muir Wilderness. Der Berg wurde 1906 von Edward und James Hutchinson erstbestiegen.

## Umgebung
Der Berg liegt am Ostrand der Sierra Nevada. Im Westen liegt ein vergleichsweise größeres Gebirgstal mit mehreren Seen wie dem Desolation Lake. Östlich des Bergs beginnt nach einigen kleineren Ausläufern der Sierra Nevada das Owens Valley mit dem Ort Bishop etwa 26 km ostnordöstlich. Gipfel in der Umgebung sind der Four Gables im Norden, der Basin Mountain im Nordosten, der Mount Emerson im Süden, Muriel Peak und Mount Goethe im Südwesten und der Pilot Knob im Westen. Die Dominanz beträgt etwa 23,65 km, der Berg ist also die höchste Erhebung im Umkreis von 23,65 km. Er wird überragt von dem südöstlich liegenden Thunderbolt Peak.